# Dreifachmord von Starnberg
Der Dreifachmord von Starnberg ereignete sich in der Nacht zum 11. Januar 2020 im oberbayerischen Starnberg. Der Täter erschoss seinen Freund Vincent P. sowie dessen Eltern in deren Haus, um Waffen aus dem Haus zu entwenden. Im März 2023 verurteilte das Landgericht München II Maximilian B., den zum Tatzeitpunkt 19-jährigen Haupttäter, zu einer Jugendstrafe von 13 Jahren. Sein zum Zeitpunkt der Tat 18-jähriger Mitbewohner Samuel V., der mitgeholfen hatte, die Tat vorzubereiten und Maximilian B. zum Tatort gefahren hatte, wurde zu einer Jugendstrafe von acht Jahren und sechs Monaten verurteilt.

## Tathergang
Im Januar 2020 wurden in einem Haus in Starnberg drei Leichen entdeckt. Bei ihnen handelte es sich um die beiden 59- und 64-jährigen Eheleute P. sowie deren 21-jährigen Sohn Vincent P.
Zunächst wurde angenommen, dass der Sohn zuerst seine Eltern und dann sich selbst tötete, da er eine Schusswaffe des Typs Glock 19, die Tatwaffe, in der rechten Hand hielt. Jedoch stellte sich schnell heraus, dass Fremdeinwirkung vorlag und die Familie ermordet worden war. Darauf deutete unter anderem hin, dass an den Händen von Vincent P. keine Schmauchspuren gefunden wurden. Die aus dem Haus verschwundenen Waffen führten die Ermittler zu dem 19-jährigen Maximilian B., der mit dem Sohn der Familie befreundet war und sich mit diesem eine Leidenschaft für Waffen teilte. In seiner Wohnung in Olching wurden bei einer Durchsuchung zahlreiche Schusswaffen aus dem Besitz von Vincent P. sowie Stoffe, die zur Herstellung von Sprengstoff genutzt werden können, sichergestellt. Auf der Fahrt zur Polizeiwache nach der Durchsuchung gestand Maximilian B. den Polizeibeamten, seinen Freund Vincent P. sowie dessen Eltern in deren Haus ermordet zu haben. Daraufhin wurde er auf der Polizeiwache vernommen und zur Tatnacht befragt.
Die am Tatort gefundenen Spuren ergaben, dass Maximilian B. in der Nacht zum 11. Januar 2020 von seinem Mitbewohner und Freund Samuel V. zum Haus der Familie seines Freundes gefahren wurde. Er drang in das Anwesen ein und tötete Vincent P., der gerade eine Ausbildung zum Büchsenmacher absolvierte, und dessen Eltern mit Schüssen in Kopf und Brust. Anschließend filmte er die Leichen mit seinem Handy. Schließlich transportierte er mit Samuel V. Waffen ab, die das Opfer Vincent P. in dem Haus illegal aufbewahrte, um sie zu verkaufen.

## Prozess und Verurteilung
Im August 2021 startete vor dem Landgericht München II der Prozess (Az. 1 JKLs 33 Js 2388/20) gegen die beiden Tatverdächtigen. Die Staatsanwaltschaft warf ihnen Mord und illegalen Waffenbesitz vor. Sie waren außerdem wegen Überfällen auf Supermärkte in Olching und Emmering in den Tagen nach der Tat angeklagt. Nach Auffassung der Staatsanwaltschaft wurde die Tat aufgrund der Faszination des Haupttäters für Waffen und aufgrund der Geldnot der beiden Angeklagten begangen. Der Hauptverdächtige Maximilian B. gab die Tat im Laufe des Prozesses zu, sein Mittäter nicht. Maximilian B. sagte außerdem aus, er habe mit der Tat einen Amoklauf verhindern wollen, den das Opfer Vincent P. in den Münchner Pasing Arcaden geplant hätte. Der Verteidiger von Samuel V., Alexander Stevens, erhob im Prozess Foltervorwürfe gegen die ermittelnden Polizisten. Die Aussage des Haupttäters während einer Vernehmung auf der Polizeiwache nach der Wohnungsdurchsuchung, sein Mitbewohner Samuel V. sei an der Tat beteiligt gewesen, sei demnach nur zustande gekommen, da verbotene Vernehmungsmethoden eingesetzt worden wären. Die Polizei wies die Vorwürfe zurück.
Nach etwa anderthalb Jahren Prozess und 80 Verhandlungstagen fiel am 6. März 2023 das Urteil gegen die beiden Angeklagten. Das Gericht verurteilte Maximilian B. zu einer Jugendstrafe von 13 Jahren, seinen Mittäter Samuel V. zu einer Jugendstrafe von acht Jahren und fünf Monaten. Die Staatsanwaltschaft hatte eine Haftstrafe von 13 Jahren für beide Angeklagte gefordert. Die Verteidigung des Haupttäters verzichtete auf Rechtsmittel gegen das Urteil. Die von der Verteidigung des Mittäters eingelegte Revision wurde im Februar 2024 vom Bundesgerichtshof (Az. 1 StR 433/23) als unbegründet verworfen.
Das Haus, in dem sich der Dreifachmord ereignete, wurde 2022 abgerissen.